# Heteropoda pressula
Heteropoda pressula este o specie de păianjeni din genul Heteropoda, familia Sparassidae, descrisă de Simon, 1886.
Este endemică în Vietnam. Conform Catalogue of Life specia Heteropoda pressula nu are subspecii cunoscute.